# Olomoucké barokní slavnosti
Olomoucké barokní slavnosti jsou festival barokní hudby, který uvádí díla zapomenutých českých i zahraničních autorů. Festival každoročně probíhá během letních měsíců v Olomouci již od roku 2013. Cílem je představit pestrý program s objevnou dramaturgií v podání předních souborů a jednotlivců věnujících se historicky poučené interpretaci.
Kmenovým souborem je Volantes Orchestra, orchestr, který vznikl pod taktovkou umělecké platformy Studio Volantes.

## Historie

### Ročník 2019
7. ročník uvedl díla často neprávem pozapomenutých barokních mistrů Karla Ditterse z Dittersdorfu (1739–1799), Johanna Heinricha Schmelzera (1620–1680), Pietra Andrey Zianiho (1616–1684) a Františka Antonína Míči (1696–1744). V průběhu měsíce července pořadatelé uvedli čtyřiadvacet večerů s celkem šesti různými inscenacemi. Pět z těchto představení vzniklo nově přímo pro tento festival a zaznělo ve svých novodobých premiérách.

### Ročník 2020
Ročník 2020 se začal pomalu a jistě odvíjet odklonem od tradičních barokních slavností minulých let. Přinesl mnohem více programové pestrosti v podobě komorních a vokálně-instrumentálních koncertů i nově zařazených divadelních představení.
V rámci festivalu pořadatelé zavedli diváky na různá sakrální a historicky významná místa Olomouce, například do kostela Panny Marie Sněžné, kostela sv. Mořice či do Slavnostního sálu Arcibiskupského paláce. Celé slavnosti se časově prodloužily až do září a stylově obsáhly období od baroka až po raný romantismus.

### Ročník 2021

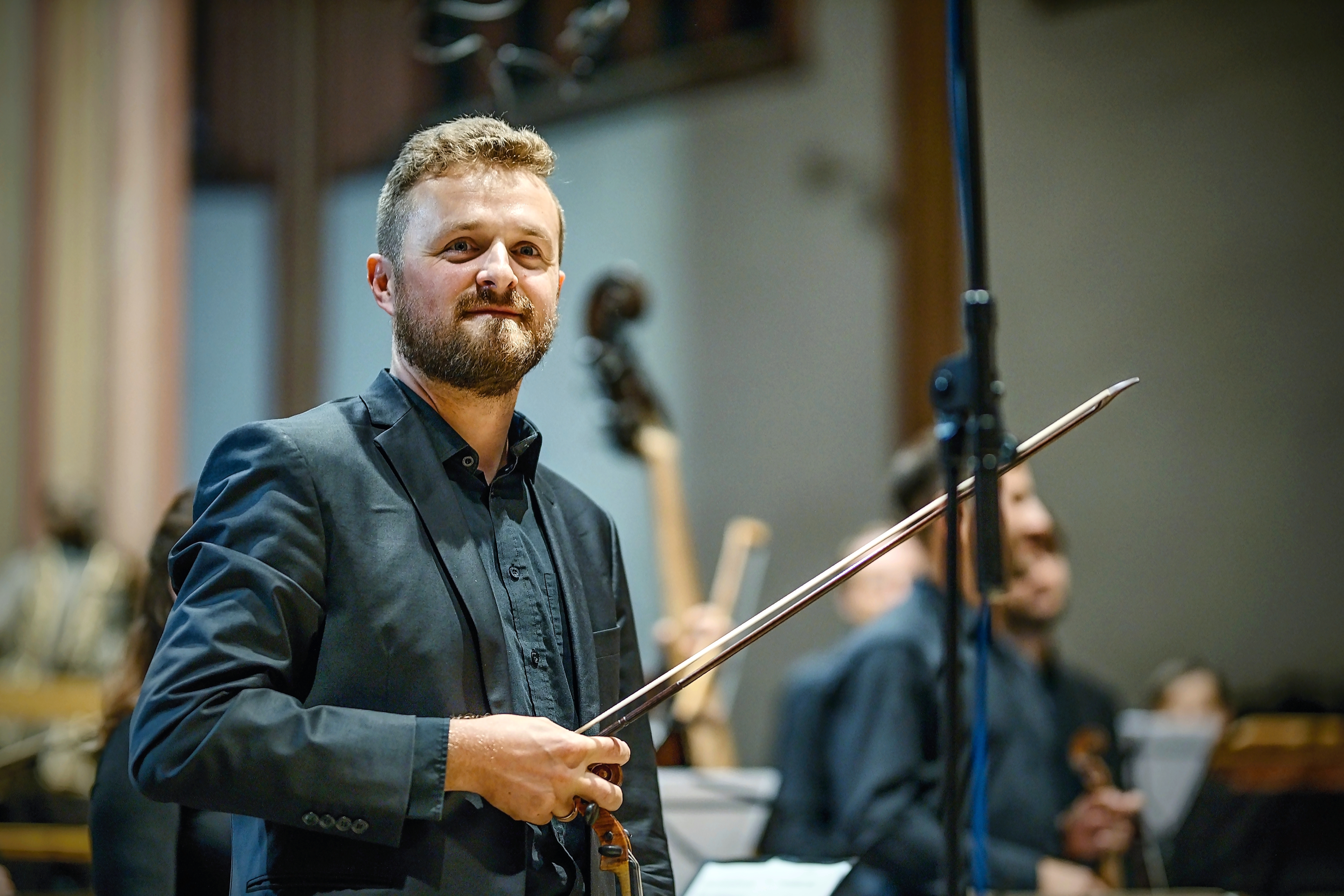
Koncert v Kostele sv. Mořice v roce 2020 v rámci 8. ročníku OBS

Festival Olomoucké barokní slavnosti je výjimečný svou objevnou dramaturgií, která zahrnuje uvádění zapomenutých děl českých i zahraničních autorů. Dramaturgyně festivalu, Veronika Manová, čerpá převážně z Hudebního archivu Kroměřížského zámku a dalších archivů na území střední Evropy.
Jednotícím prvkem devátého ročníku bylo téma „Cesty“. Návštěvníci festivalu se mohli přenést do vzdálených krajů prostřednictvím hudebních i hudebně dramatických představení – od Gusmanova dobrodružství ve Španělsku až po nesnáze Andromedy v dávné Etiopii.